# Вулиця Собінова (Київ)
Ву́лиця Со́бінова — зникла вулиця, що існувала в Подільському районі міста Києва, місцевість Вітряні гори. Пролягала від Червонопільської до Вітряної вулиці.

## Історія
Вулиця виникла у середині XX століття під назвою 218-а Нова. Назву вулиця Собінова (на честь російського оперного співака Л. В. Собінова) отримала у середині 1950-х років. Ліквідована разом з Вітряною вулицею наприкінці 1970-х — на початку 1980-х років при знесенні одноповерхової забудови та зведенні житломасиву Виноградар.